# 楊文 (洪武進士)
楊文，字貫道，浙江紹興府山陰縣人，明朝政治人物、進士出身。

## 生平
鄉試第十名。洪武四年，會試八十四名，登進士三甲，授平陽府襄麥縣縣丞。